# Slot Bettembourg

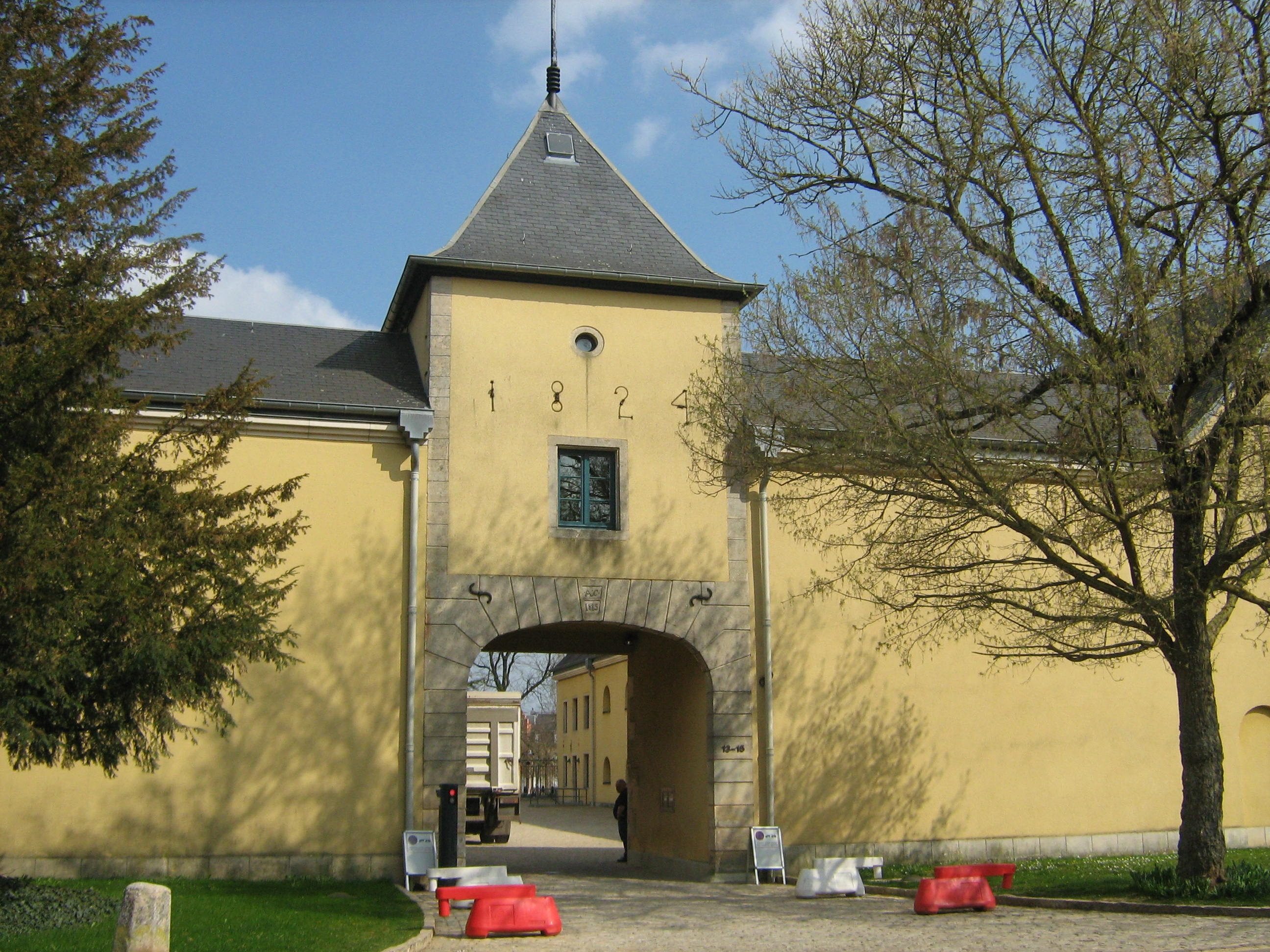
Slot Bettembourg

Slot Bettembourg (Duits: Schloss Bettemburg; Frans: Château de Bettembourg; Luxemburgs: Beetebuerger Schlass), ook wel Slot Collart genoemd, is een kasteel in het Groothertogdom Luxemburg in de gemeente Bettembourg.
Slot Bettembourg werd tussen 1733 en 1734 gebouwd in opdracht van Lothar Freiherr von Zievel (Baron Lothaire de Zievel) en Appoline-Agnès-Elise de Haagen zu Motten op een al sinds de 16de eeuw bestaande heerlijkheid.
Op 16 mei 1807 kocht grootindustrieel Charles Joseph Collart (1725-1812) van prinses Von Hohenzollern-Hechingen-Haigerloch, vrouwe van Bettembourg. Vervolgens bleven het kasteel en de heerlijkheid gedurende 150 jaar in het bezit van de familie Collart.
In 1971 werd Slot Bettembourg door Anne Marie, dochter van Auguste Collart, verkocht aan de gemeente Bettembourg. In 1992 werd de renovatie van het slot voltooid.